# والتر رايت
والتر رايت (29 فبراير 1856 في المملكة المتحدة - 22 مايو 1940 في المملكة المتحدة) (بالإنجليزية: Walter Wright)‏ هو لاعب كريكت بريطاني (وحمل سابقاً جنسية المملكة المتحدة لبريطانيا العظمى وأيرلندا). لعب مع Kent County Cricket Club ‏ ونادي مقاطعة نوتنغهامشير للكريكت ‏ وBerkshire County Cricket Club ‏ ونادي مارليبون للكريكت ‏.

## وصلات خارجية
- والتر رايت على موقع إي آس بي آن كريك إنفو (الإنجليزية)